# Савин (Болгарія)
Сави́н (болг. Савин) — село в Разградській області Болгарії. Входить до складу общини Кубрат.

## Населення
За даними перепису населення 2011 року у селі проживали 402 особи.
Національний склад населення села:
| Національність   | Кількість осіб | Відсоток |
| ---------------- | -------------- | -------- |
| турки            | 146            | 36,4%    |
| болгари          | 122            | 30,4%    |
| цигани           | 0              | 0%       |
| інша             | 14             | 3,5%     |
| не визначились   | 119            | 29,7%    |
| Всього відповіли | 401            |          |

Розподіл населення за віком у 2011 році:
Динаміка населення: